# Породица Нобел
Породица Нобел истакнута је шведска и руска породица која је уско повезана са историјом Шведске и Русије у 19. и 20. веку. Њено наслеђе укључује изузетан допринос филантропији и развоју индустрије наоружања и нафтне индустрије. Неки од њених најистакнутијих чланова су Имануел Нобел млађи, инжењер који је развио подводне поморске мине и проналазач ротационог струга који се користио за производњу шперплоче, Лудвиг Нобел, оснивач Бранобела и један од најбогатијих и најважнијих људи у Русији тог времена, и Алфред Нобел, проналазач динамита који је оставио већи део свог имања за стварање Нобелових награда.

## Порекло
Породица Нобел потиче из села Östra Nöbbelöv у Сканији, отуда и име. Први члан био је Petrus Olai Nobelius (1655–1707) који се оженио Венделом Рудбек (1668–1710), ћерком познатог шведског научника Улофа Рудбека Старијег, познатог и као Олоф Рудбек.

## Достигнућа
Чланови породице Нобел познати су не само по свом интересовању за уметност, већ и по својим инвентивним способностима, које се понекад називају Рудбецковском особином, наслеђеном од свог претка Улофа Рудбека Старијег. Имануел Нобел је био пионир развоја подводних рудника, дизајнирао неке од првих парних машина за погон руских бродова, инсталирао прве системе централног грејања у руским домовима и био је први који је развио модерну шперплочу (сечену ротационим стругом). Један од његових синова, Лудвиг Нобел, био је оснивач Фабрике машина Лудвиг Нобел, великог концерна за наоружање и проналазача Нобеловог точка. Лудвиг је такође био оснивач Бранобела, најистакнутије руске нафтне индустрије свог времена, и покренуо је прве светске тегљаче и танкере на дизел мотор, поред изградње првог европског гасовода. Алфред Нобел, који је умро без деце, био је проналазач динамита и оснивач Нобелових награда за чије је стварање оставио највећи део свог имања.
Породица Нобел је основала неколико друштава, укључујући Нобелово породично друштво, приватно друштво у чије чланство могу да буду само потомци Имануела Нобела, млађег, Нобелову фондацију, приватно друштво које управља наградама Алфреда Нобела, и Нобелов добротворни фонд. Наиме, директор Нобелове фондације Мајкл Солман и изабрани шеф породице Нобел не одобравају институцију Нобеловог добротворног фонда.
Породица Нобел је такође заступљена на церемонији доделе Нобелових награда, која се одржава у Стокхолму сваке године. Године 2007. Нобелова породична архива која се чува у Архиву у Лунду уписана је у УНЕСЦО-ов регистар Памћење света.

## Чланови
- Олоф Нобелијус (1706–1760), уметник, (в.1750) Ана Кристина Валин (1718–1787)
  - Имануел Нобел Старији (1757–1839), лекар, (в.1.) Ана Кристина Росел (1760–1795.), (в.2.) Брита Катарина Алберг (1770–1823)
    - Имануел Нобел Млађи, (1801–1872), (венчани 1827 [6][7]) - Андриета Ахлсел (1803–1889) [8]

## Потомци Имануела Млађег, и Андриете Нобел
- Роберт Нобел (1829–1896), пионир руске нафтне индустрије, (венчани 1860) - Pauline Lenngrén (1840–1918)
- Лудвиг Нобел (1831–1888), оснивач Бранобела и његов први председник, (венчан 1. пут 1858) - Mina Ahlsell (1832–1869) и (венчан 2. 1871) - Edla Constantia Collin (1848–1921)
- Алфред Нобел (1833–1896), проналазач динамита, установио је Нобелову награду
- Емил Оскар Нобел (1843–1864)

## Потомци Роберта и Паулине Нобел
- Хјалмар Имануел Нобел (1863–1956), (венчани 1923) - Грофица Anna Sofia Posse (1895–1975)
- Ингеборг Софија Нобел (1865–1939), (венчани 1894) - Гроф Carl von Frischen Ridderstolpe(1864–1905)
- Лудвиг Емануел Нобел (1868–1946), (венчани 1895) - Valborg Wettergrund  (1869–1940)
- Тајра Елизабет Нобел (1873–1897)

## Потомци Лудвига и Мине Нобел
- Емануел Нобел (1859–1932), други Бранобелов председник
- Карл Нобел (1862–1893), венчан са Mary Landzert (1865–1928)
  - Андриете Нобел-Тиден (1890–1976), (венчани 1912) - Еберхард Тиден (1885–1968)
    - Birgit Maria Andriette Tydén (1913–2002)
    - Carl Eberhard Tydén (1916–2012)
    - Karl Göran Eugene Tydén (1918–1996)

  - Мими Нобел-Хогман (1891–1938), (венчани 1914) - Густав Хогман (1888–1947)
    - Ула Мери Елизабет (рођена 1916), (венчани 1939) - Барон Sigvard Gustaf Beck-Friis (рођен 1913)
      - Бароница Кристина Мери Сесилија (рођена 1943), (венчани 1968), (растати 1981) - Жан-Клод Андре (рођен 1945)
        - Александра Андре (рођена 1970)

      - Барон Јоаким Бек Фрис (рођен 1946)
      - Бароница Elisabeth Ulla Alice (рођена 1950), (венчани 1986) - Барон Erik Ottoson Thott (рођен 1954.)

    - Karl Gösta Bertie Högman (1918–1994), (венчани 1953) - Chris Lundquist (1930–2011)
      - Karl Gösta Jack Högman (рођен 1954), (венчани 1984) - Susanne Rosén (рођена 1957)
        - Mimmi Birgitta Ellinor Högman-Nobel (рођена 1991)

      - Anna Mary Gill Högman-Granath (рођена 1962), (венчани 1990) - Ingemar Granath

    - Tom Åke Emanuel Högman (1922–1991)
- Anna Nobel Nobel-Sjögren (1866–1935)

## Потомци Лудвига и Едле Нобел
- Естер Вилхелмина (Мина) Нобел-Олсен (1873–1929)
  - Алф Игор Нобел (1898–1968, рођен Олсен), (венчани 1921) - Естер Матилда Џонсен (1898–1978)
    - Ханс Емануел Нобел (рођен 1922)
    - Edla (Lisle) Nobel-Nordenfelt (рођена 1923)
    - Клас Нобел (1930–2021)

  - Едла Нобел (1899–1996, рођена Олсен), (венчана 1. пут 1920) - Роџер Дауди (1889–1933), (венчана 2. пут 1934) - гроф Médéric Claret de Fleurieu (1893–1968)
    - Irline Aglaé Marie Nadine Claret de Fleurieu (рођена 1935), (венчани 1956) - Гроф Henri Lombard de Buffières de Rambuteau (1925–1991)
      - Jean-Marie de Buffières de Rambuteau (рођена 1957)
      - Marie Edla de Buffières de Rambuteau (рођена 1958)
      - Claude de Buffières de Rambuteau (рођен 1959), (венчани 1991) - Diane Claret de Fleurieu (рођена 1961)
        -           - Astrid de Buffières de Rambuteau (рођена 1991)
          - Mathilde de Buffières de Rambuteau (рођена 1993)
          - Cécile de Buffières de Rambuteau (рођена 1995)

      - Philibert de Buffières de Rambuteau(рођен 1966)
      - Charles de Buffières de Rambuteau (рођен 1968)

    - Гроф Патрик Камил Алфред Кларе де Флерје (рођен 1938), (венчани 1967) - Anne Viguier (рођена 1941)
      - Sylvie Claret de Fleurieu (рођена 1968.)
      - Médéric Claret de Fleurieu (рођен 1969.)
      - Sabine Claret de Fleurieu (рођена 1971.)

  - Leif Jurij Nobel (1901–1938, рођен Олсен), (венчани 1930) - Anna Elisabeth Mellén (1905–2003)
    - Питер Нобел (рођен 1931)
    - Ева Нобел (рођена 1935)
- Лудвиг Алфред (Лулу) Нобел (1874–1935), (венчани 1901) - Мери (Мини) Џонсон (1876–1953)
  - Мери Лорна Нобел (1902–1911)
  - Лудвиг Мануел Нобел (1904–1911)
  - Емануел Перси Лудвиг Алексис Нобел (1913–1987)
    - Филип Нобел (1970-2016) (венчани 2007) - Chantal Cordilhac (рођена 1962)
      - Клои Нобел (рођена 2007)
- Ingrid Hildegard Nobel-Ahlqvist (1879–1929)
- Марта Хелена Нобел-Олејников (1881–1973), (венчани 1905) - Georgij Pavlovitj Oleinikoff (1864–1937)
  - Nils Nobel-Oleinikoff (1905–1990, рођен Олеиников), последњи председник Бранобела, (венчан 1. пут 1933) - Herta Frieda ter Meer (1911–1939) - (венчан 2. пут 1943) - Dora Ahlqvist (1906–1985)
    - Петер Нобел-Олеиников (рођен 1937), (венчани 1998) - Ана фон Холштајн (рођена 1943)
    - Нилс Нобел-Олејников (рођен 1944), (венчани 1968) - Monique de Lamare-Singery (1947–1995)
      - Christianne Nobel-Oleinikoff (рођена 1970), (венчани 2006) - Bruno Ferraz-Coutinho (рођен 1972)

  - Свен Нобел-Олејников (рођен Олејников)
    - Мајкл Нобел (-Олејников)
- Ролф Нобел (1882–1947)
- Емил Валдемар Лудвиг Нобел (1885–1951)
- Густаф Оскар Лудвиг (Госта) Нобел (1886–1951)